# Samuel Walker Griffith

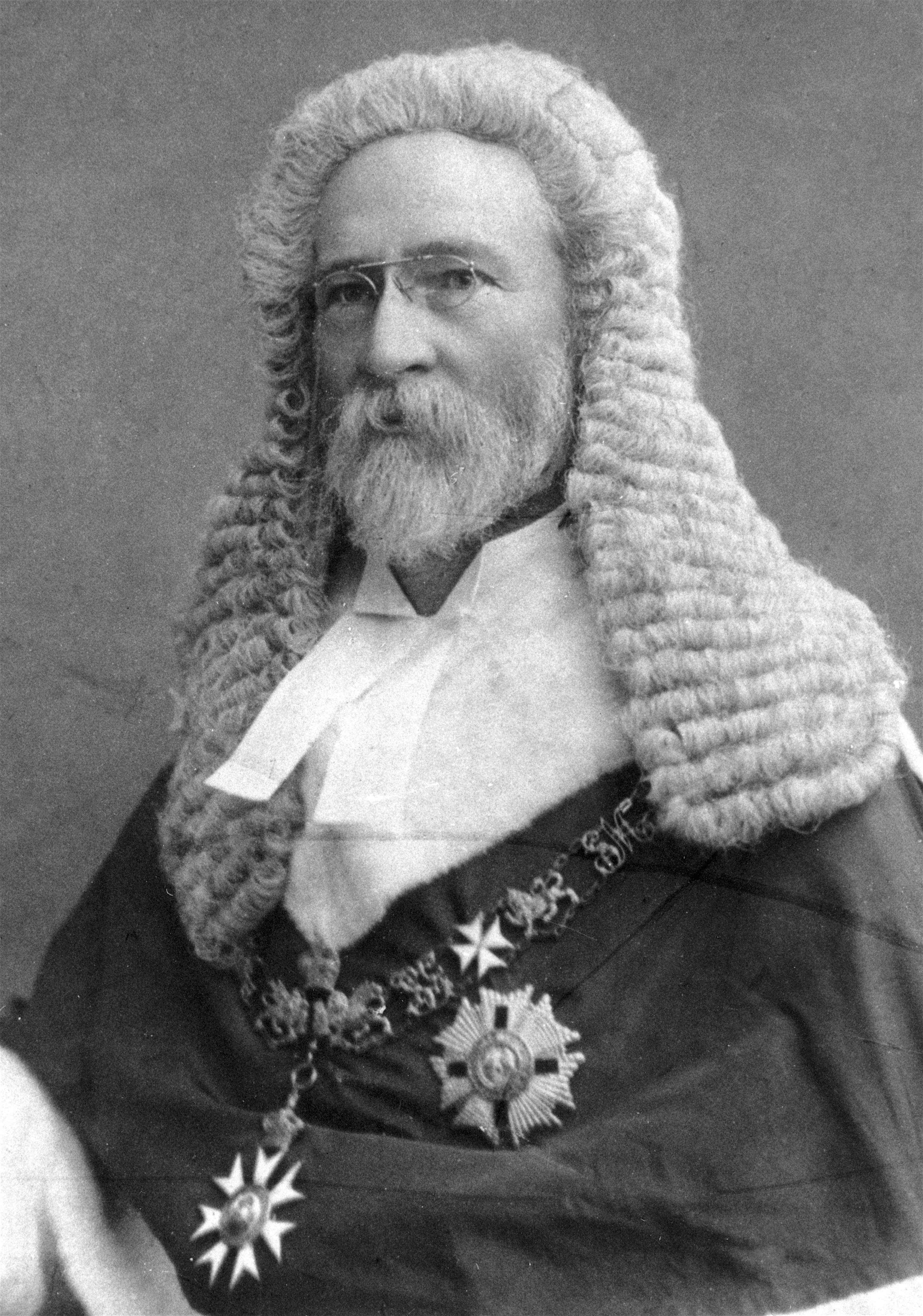

Samuel Walker Griffith, född 21 juni 1845 i Wales i Storbritannien, död 9 augusti 1920, var en australisk politiker.
Griffith var jurist och konservativ partiledare samt 1883–1888 och 1890–1893 Queenslands premiärminister. Åren 1903–1909 var han australiska statsförbundets överdomare. Griffith har gjort en betydande insats vid grundandet av Australiska statsförbundet och har utarbetat det första förslaget till förbundets författning.